# Angam Day
Angam Day, ang. Day of Fulfillment – święto państwowe w Nauru obchodzone 26 października, na pamiątkę narodzin 1500. obywatela w 1932 roku.
Słowo „angam” w języku nauruańskim oznacza celebrację, triumf nad przeciwnościami losu, radość z powodu zwyciężenia wszystkich trudów i osiągnięcia wyznaczonego celu.
Upamiętnia narodziny 1500. obywatela 26 października 1932 (dziewczynki o imieniu Eidaruwo, zw. Angam Baby), po wielkiej epidemii grypy w 1920 roku, która zdziesiątkowała ludność kraju.

## Historia
Nauru jest obecnie najmniejszą niezależną republiką na świecie. W 1907 roku, w wyniku czerwonki, wniesionej do kraju przez chińskich robotników, dla których kwarantanna nie była wystarczająco egzekwowana, zmarło 150 Nauruańczyków. W 1920 roku liczba populacji spadła na skutek epidemii grypy do niebezpiecznego poziomu 1068 mieszkańców, co zaczęło zagrażać przetrwaniu populacji.
Wydarzenie z 1932, kiedy narodziła się Eidaruwo, ogłoszono jednorazowo dniem świątecznym. Ponowny spadek populacji, podczas II wojny światowej do liczby 1500, przyczynił się do kolejnego świętowania, prawdopodobnie w 1941. W styczniu 1946 roku populacja liczyła 1386 mieszkańców. Ponowne narodzenie 1500. obywatela (Angam Baby) miało miejsce 31 marca 1949 w Boe. Był to chłopiec, któremu nadano imię Adam, właśc. Bethel Enproe Adam.
Od tego roku Angam Day jest świętem państwowym, obchodzonym do chwili obecnej.